# Gugel
Pour l’article ayant un titre homophone, voir Google.

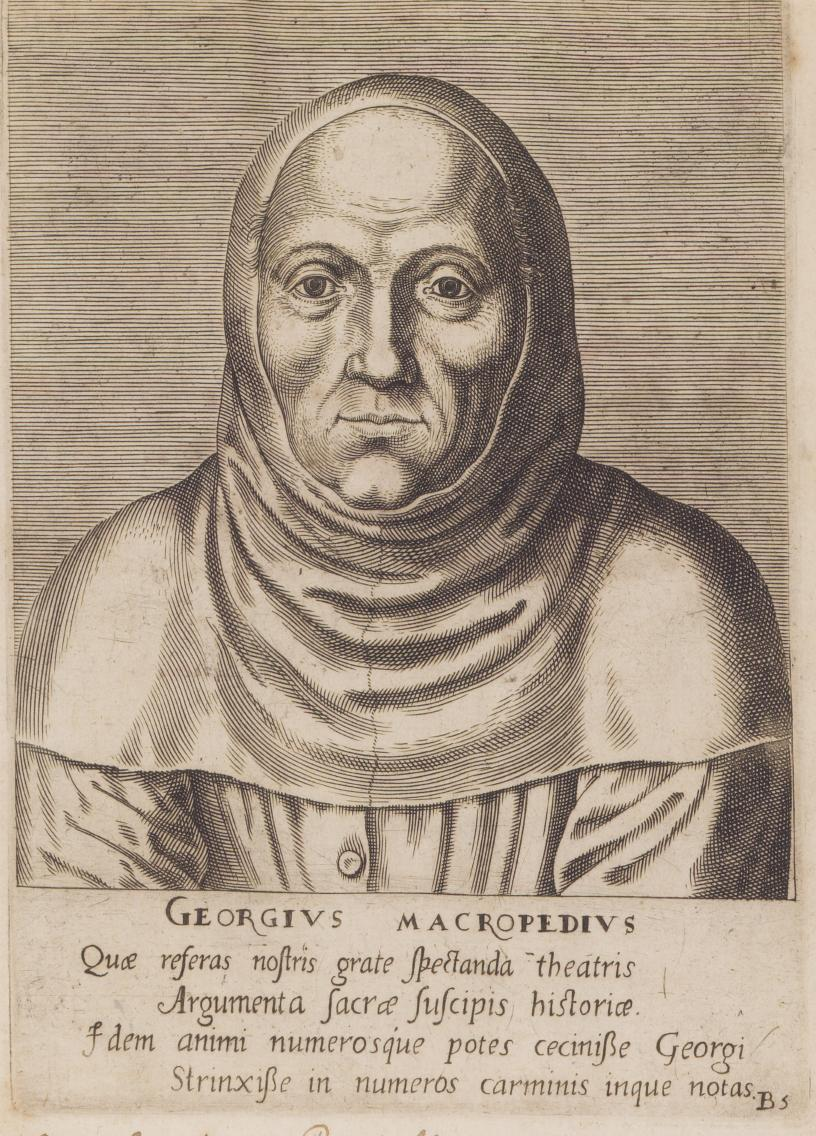
Macropedius dans l'habit des Frères de la vie commune

Une gugel (également en moyen haut allemand : gogel, kogel, kugel (du vieux haut allemand cucula, au latin cucullus « sac », « capuchon », « chapeau ») est un type de cagoule couvrant les épaules et munie d'une pointe traînante, populaire dans le monde germanophone médiéval.

## Histoire

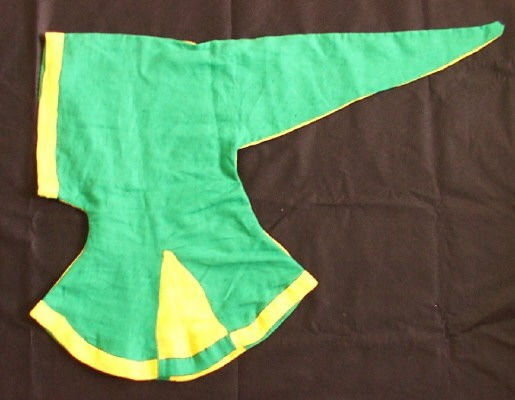
Gugel médiéval en Mi-Parti (division verticale en deux couleurs, souvent opposées)

Dans la Chronique du Limbourg, Tilemann Elhen von Wolfhagen (de) mentionne des "grosses kogels" en 1351, puis affirme en 1362 que les jeunes hommes comme les femmes portent généralement tous des kugels tricotées. Et que ces kugels ont une durée de vie de 30 ans. En 1389, cette même chronique indique que "les femmes portaient des kugels de Bohême, en usage dans ces contrées."
Si, à l'origine, il s'agissait probablement d'un vêtement utilitaire porté par les paysans, les chasseurs, les bergers, les pèlerins, les mendiants, les moines et les voyageurs pour se protéger des intempéries. Le port de la gugel n'est devenu à la mode parmi la noblesse qu'à partir du XIVe siècle, d'abord en Allemagne, puis en France et en Italie. Au fil du temps, ce moulant a été décoré de perles et de pierres précieuses, brodée de devises ou dotée d'une pointe trop longue, la Sendelbinde (en), et, à partir de 1365 environ, de préférence avec des Zatteltracht (de), puis avec des cloches, qui ont toutefois disparu et n'ont finalement survécu que comme signe de divertissement, comme les bouffons.
Les tissus utilisés étaient de couleurs vives, y compris Mi-Parti (de) (deux couleurs verticales). Pour la période autour de 1390, des sources picturales contemporaines attestent l'existence de gugels rouges, par exemple dans les peintures murales du château de Runkelstein (en), près de Bolzano. Le col était généralement ouvert sur le devant, mais pouvait être fermé au niveau du cou par des boutons (alors encore très récents), parfois par une patte de boutonnage sur toute la longueur.
Vers la fin du XIVe siècle, le port du gugel est abandonné par les classes supérieures et conservée uniquement par les gens du peuple. Puis, au cours de la période gothique tardive, de nombreuses manières alternatives de porter la kugel se sont établies. Entre autres, la manière de porter le capuchon avec une ouverture pour la tête a conduit au développement d'un couvre-chef séparé, le cappuccio en Italie ou le chaperon en France, où le protège-cou et pans de tissu pouvaient soit pendre librement autour de la tête et des épaules, soit être enroulés en structures ressemblant à un turban. Des variantes tardives, telles que le gugel à franges d'Allemagne du Sud, ont abouti à une manière de porter similaire au chapeau à franges connu par le portrait d'Albrecht Dürer vers 1500.
Sur quelques illustrations, on peut voir des gugels à l'envers, avec la capuche qui pend sur le devant de la poitrine. Il existe également des preuves que le chapeau était porté dans le dos ou sur l'épaule (Schultergugel).
Parallèlement, des bonnets ouverts se sont développés, que les femmes pouvaient porter sans enlever leur bonnet de lin ou de soie, mais ils étaient plus courants sur la rive gauche du Rhin et dans le nord de l'Allemagne. Les gugels en général, et les gugels fermés en particulier, peuvent cependant être clairement classés, sur la base des ordonnances municipales, comme un vêtement masculin, dont le port par les femmes était considéré comme désapprouvé et injuste.
Au XVe siècle, le gugel se transforma en deux vêtements distincts : le col en Goller, et la partie de la tête en Zipfelmütze (de). Dans la population rurale, cependant, le gugel était encore porté jusqu'au XVIe siècle, en partie comme vêtement de deuil.
Le nom de la société secrète bavaroise des Guglmänner (de) est dérivé de ce vêtement ; ils portent toujours une capuche noire qui recouvre entièrement la tête et les épaules lors des rassemblements rituels.

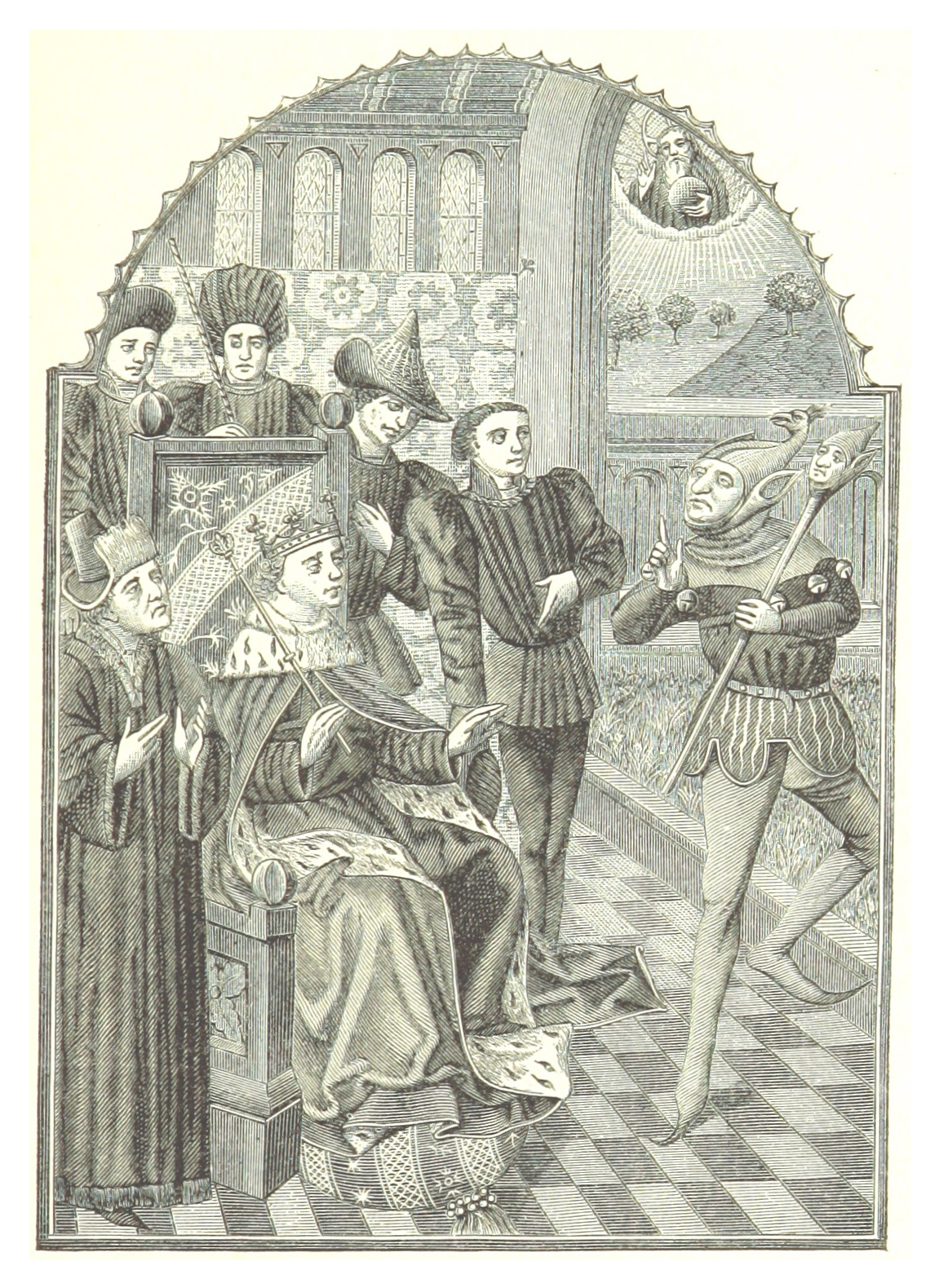
1887 d'après une miniature d'une bible en français du XVe siècle
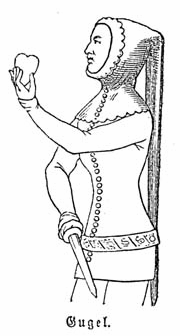
Illustration du Meyers Konversations-Lexikon

## Dugugelau Kougelhopf
La pâtisserie à la levure Kougelhopf tire son nom - comme Johann Andreas Schmeller le suppose dans son Bayerisches Wörterbuch (de) - de la gugel, qui ressemble à un bonnet. Il cite une réimpression d'Innsbruck de 1637 de la chanson moqueuse Die Teütsch-Frantzösin : « Une merveilleuse tête de gugel [Gogelhopf], couverte de rubans, qu'elle porte sur sa fière tête, se penchant d'avant en arrière ». Selhamer a également fait état en 1701 dans son Tuba Rustica de femmes avec leurs hauts gogelhopf sur la tête,.

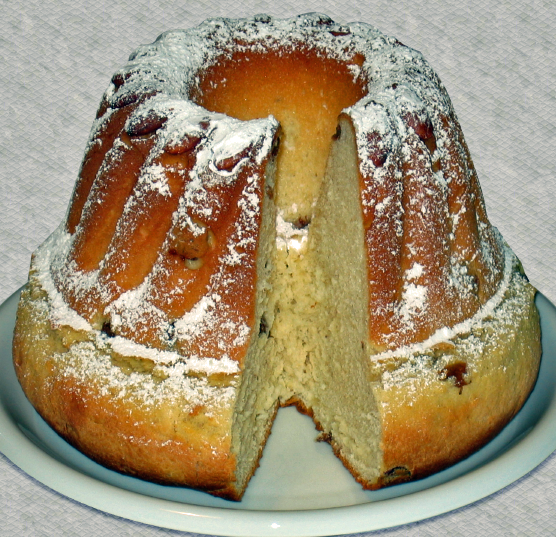
Un Kougelhopf

## Héraldique
Ce couvre-chef se retrouve également en héraldique dans les armoiries comme figure commune. Dans la ville de Güglingen. Un vieux sceau de Munich montre une tête de moine avec une gugel.

Armoiries de Baar-Ebenhausen (Bavière)
Armoiries de Güglingen (Bade-Wurtemberg)